# Lula (giocatore di calcio a 5)
Lula, pseudonimo di Silvio Sérgio Astor Guimarães Machado (30 luglio 1964), è un ex giocatore di calcio a 5 brasiliano, campione del mondo con la nazionale brasiliana nel 1989.

## Carriera
Lula ha partecipato alla spedizione brasiliana al FIFA Futsal World Championship 1989 in cui i verdeoro si sono laureati campioni del mondo. Si tratta dell'unico mondiale disputato dal portiere.

## Palmarès
- Campionato mondiale: 1

Paesi Bassi 1989